# Municipio de Hazelton (condado de Kittson)
El municipio de Hazelton (en inglés: Hazelton Township) es un municipio ubicado en el condado de Kittson en el estado estadounidense de Minnesota. En el año 2010 tenía una población de 104 habitantes y una densidad poblacional de 1,12 personas por km².

## Geografía
El municipio de Hazelton se encuentra ubicado en las coordenadas 48°46′1″N 96°44′41″O / 48.76694, -96.74472. Según la Oficina del Censo de los Estados Unidos, el municipio tiene una superficie total de 93.16 km², de la cual 92,64 km² corresponden a tierra firme y (0,56 %) 0,53 km² es agua.

## Demografía
Según el censo de 2010, había 104 personas residiendo en el municipio de Hazelton. La densidad de población era de 1,12 hab./km². De los 104 habitantes, el municipio de Hazelton estaba compuesto por el 93,27 % blancos, el 0,96 % eran asiáticos, el 4,81 % eran de otras razas y el 0,96 % eran de una mezcla de razas. Del total de la población el 4,81 % eran hispanos o latinos de cualquier raza.